# Eublemma natalensis
Eublemma natalensis är en fjärilsart som beskrevs av Embrik Strand 1917. Eublemma natalensis ingår i släktet Eublemma och familjen nattflyn. Inga underarter finns listade i Catalogue of Life.